# José Ramón Ibarreche
José Ramón Ibarreche Villanueva (Valle de Trápaga, Vizcaya, 20 de junio de 1933 - 19 de febrero de 2011) fue un futbolista español que se desempeñaba como portero.

## Clubes
| Club                | País   | Año       |
| ------------------- | ------ | --------- |
| S. D. Indautxu      | España | 1959-1960 |
| C. D. Ourense       | España | 1960-1964 |
| R. C. Celta de Vigo | España | 1964-1969 |